# Puygros
Puygros é uma comuna francesa na região administrativa de Auvérnia-Ródano-Alpes, no departamento de Saboia. Estende-se por uma área de 10,34 km². Em 2010 a comuna tinha 387 habitantes (densidade: 37,4 hab./km²).